# كونراد مور
كونراد مور (بالنرويجية البوكمول: Conrad Mohr)‏ هو شخصية أعمال نرويجي، ولد في 5 يناير 1849 في برغن في النرويج، وتوفي في 3 أكتوبر 1926 في باد كيسينغن في ألمانيا.